# Camera dei rappresentanti (Australia)
La Camera dei rappresentanti è la camera bassa del Parlamento australiano. La camera alta è invece il Senato.
È costituita da 150 membri ed è presieduta da uno Speaker.

## Origine e ruolo
L'Atto di Costituzione del Commonwealth di Australia (1900) istituì la Camera dei rappresentanti all'interno del sistema di governo del Paese, prendendo il nome dalla Camera dei rappresentanti degli Stati Uniti d'America. La Costituzione australiana, poi, prevede che ognuno degli Stati originari debba avere almeno cinque seggi. Successivamente, è stato stabilito che anche il Territorio della capitale australiana e il Territorio del Nord abbiano almeno un seggio ciascuno.
Secondo la Costituzione, i poteri delle due camere sono quasi uguali, essendo necessaria l'approvazione di entrambe le Camere per l'entrata in vigore di una legge. Le uniche differenze si registrano riguardo alle leggi di bilancio e di tassazione che sono competenza esclusiva della Camera bassa. Nella prassi, per convenzione, il Governatore generale affida l'incarico di formare il Governo al leader del partito, o della coalizione di partiti, che ha la maggioranza nella Camera dei rappresentanti, anche se poi i Ministri provengono sia dalla Camera dei rappresentanti sia dal Senato.
Il ruolo principale svolto dai partiti di opposizione nella Camera dei rappresentanti è quello di presentare argomenti contro le politiche e le leggi del Governo e cercare di spingere il Governo ad essere responsabile presentando interrogazioni e intervenendo nei dibattiti che precedono le votazioni dei disegni di legge.

## Composizione della Camera dei rappresentanti
In seguito alle elezioni del 2025, sono rappresentati sei partiti: il Partito Laburista Australiano che ha 94 seggi, il Partito Liberale d'Australia con 28 seggi (di cui 10 del Partito Nazionale Liberale del Queensland) ed il Partito Nazionale d'Australia con 15 (di cui 6 del Partito Nazionale Liberale del Queensland), uniti in coalizione (43 seggi totali), ed i Verdi Australiani, il Partito Australiano di Katter e l’Alleanza di Centro con un seggio ciascuno. Vi sono poi 10 Indipendenti.
| Seggi vinti | Seggi vinti | Seggi vinti | Seggi vinti | Seggi vinti | Seggi vinti |
| ----------- | ----------- | ----------- | ----------- | ----------- | ----------- |
| Elezione    | ALP         | LIB         | NAT         | Altri       | Totale      |
| 1946        | 43          | 15          | 11          | 5           | 74          |
| 1949        | 47          | 55          | 19          |             | 121         |
| 1951        | 52          | 52          | 17          |             | 121         |
| 1954        | 57          | 47          | 17          |             | 121         |
| 1955        | 47          | 57          | 18          |             | 122         |
| 1958        | 45          | 58          | 19          |             | 122         |
| 1961        | 60          | 45          | 17          |             | 122         |
| 1963        | 50          | 52          | 20          |             | 122         |
| 1966        | 41          | 61          | 21          |             | 124         |
| 1969        | 59          | 46          | 20          |             | 125         |
| 1972        | 67          | 38          | 20          |             | 125         |
| 1974        | 66          | 40          | 21          |             | 127         |
| 1975        | 36          | 68          | 23          |             | 127         |
| 1977        | 38          | 67          | 19          |             | 124         |
| 1980        | 51          | 54          | 20          |             | 125         |
| 1983        | 75          | 33          | 17          |             | 125         |
| 1984        | 82          | 45          | 21          |             | 148         |
| 1987        | 86          | 43          | 19          |             | 148         |
| 1990        | 78          | 55          | 14          | 1           | 148         |
| 1993        | 80          | 49          | 16          | 2           | 147         |
| 1996        | 49          | 75          | 19          | 5           | 148         |
| 1998        | 67          | 64          | 16          | 1           | 148         |
| 2001        | 65          | 69          | 13          | 3           | 150         |
| 2004        | 60          | 75          | 12          | 3           | 150         |
| 2007        | 83          | 55          | 10          | 2           | 150         |
| 2010        | 72          | 61          | 12          | 5           | 150         |
| 2013        | 55          | 81          | 9           | 5           | 150         |
| 2016        | 69          | 66          | 10          | 5           | 150         |
| 2019        | 68          | 67          | 10          | 6           | 151         |
| 2022        | 77          | 27          | 10          | 37          | 151         |
| 2025        | 94          | 28          | 15          | 13          | 150         |